# Franciska Nathansen
Ruth Franciska Julie Jensine Nonsted (født Jensen, senere Nathansen; 26. december 1864 – 4. marts 1944) var en dansk varietesangerinde og skuespiller. Hun havde hovedrollen i den første danske spillefilm, Henrettelsen (1903).
Franciska Nathansen var gift med fuldmægtig Martin August Nathansen, og de var forældre til skuespilleren Ludvig Nathansen (1884-1949).